# 翔洋学園高等学校
翔洋学園高等学校（しょうようがくえんこうとうがっこう）は、茨城県日立市にある私立（学校法人立）の高等学校。設置者は学校法人翔洋学園である。通信制高等学校としては、日本で初めて学習センター方式を採用した学校である。

## 沿革

### 年表
- 2000年4月1日 - 開校

## 教育組織
- 通信制の課程（広域通信制）
  - 普通科

## 教育方針

### 校訓
- 自由・自主・自立

## 通学手段
- 生徒の主な通学手段

自由登校であり、課金によるコース制はない。各地にある校舎で個別サポートを受ける形態をとっている。
- 主な校舎所在地

日立市・水戸市・土浦市・古河市・筑西市・千葉市・柏市・いわき市・会津若松市・西白河郡西郷村・郡山市・新潟市・横浜市神奈川区

## 出身著名人
- 坂詰姫野（テニス選手）